# جاناتان کینگ (کارگردان فیلم)
جاناتان کینگ (انگلیسی: Jonathan King زاده ۱۹۶۷) یک کارگردان فیلم اهل نیوزیلند است. وی فرزند تاریخ‌نگار و زندگی‌نامه‌نویس مشهور نیوزیلندی مایکل کینگ است. جاناتان با ربکا پریستلی ازدواج کرده است. کینگ  فعالیت سینمایی خویش را با فیلم کمدی سیاه نیوزیلندی گوسفندان سیاه به عنوان نویسنده و کارگردان آغاز نمود.

## گزیده فیلمشناسی
- گوسفندان سیاه (۲۰۰۶)